# Diallomus
Diallomus is een geslacht van spinnen uit de  familie van de Ctenidae (kamspinnen).

## Soorten
- Diallomus fuliginosus Simon, 1897
- Diallomus speciosus Simon, 1897